# Quintette pour cordes no 2 de Mendelssohn
Pour les articles homonymes, voir Quintette pour cordes.
Le Quintette pour deux violons, deux altos et violoncelle no 2 en si bémol majeur opus 87 est composé par Felix Mendelssohn en 1845 à Soden près de Francfort-sur-le-Main et créé en novembre 1852. Il fut publié chez Breitkopf & Härtel.

## Structure
1. Allegro vivace (en mi bémol majeur, à )
2. Andante scherzando (en sol mineur, à 
)
3. Adagio e lento (en ré mineur, à 
)
4. Allegro molto vivace (en si bémol majeur, à )

- Durée d'exécution : trente minutes.